# Boston Blue
Boston Blue è una serie televisiva poliziesca statunitense che debutterà sulla CBS nel 2025. La serie, prodotta e interpretata da Donnie Wahlberg, è uno spin-off di Blue Bloods incentrato sul suo personaggio Danny Reagan, membro del dipartimento di polizia di Boston.

## Premessa
L'ex detective della polizia di New York Danny Reagan (Donnie Wahlberg) accetta un incarico presso il dipartimento di polizia di Boston, dove è affiancato da Lena Silver (Sonequa Martin-Green), la figlia maggiore di una nota famiglia di poliziotti della città e una "stella nascente" in polizia. È la nipote del reverendo Peters ( Ernie Hudson), descritto come il rinomato pastore di una storica chiesa battista di Boston, padre di Mae Silver, procuratore distrettuale di Boston, e anche nonno della sovrintendente Sarah Silver (inizialmente chiamata Ashley) e del poliziotto novellino Jonah Silver (inizialmente chiamato Isaac).

## Cast e personaggi

### Personaggi principali
- Donnie Wahlberg nel ruolo di Daniel Reagan[4]
- Sonequa Martin-Green nel ruolo di Lena Silver[5]
- Ernie Hudson nel ruolo del reverendo Peters, pastore e nonno di Lena[2]
- Maggie Lawson nel ruolo di Sarah Silver, la sorellastra di Lena
- Gloria Reuben nel ruolo di Mae Silver, il procuratore distrettuale di Boston, la madre di Lena e la matrigna di Sarah
- Marcus Scribner nel ruolo di Jonathan Silver, fratello minore di Lena e figlio di Mae
- Mika Amonsen nel ruolo di Sean Reagan, il figlio minore di Danny

### Personaggi secondari
- Bridget Moynahan nel ruolo di Erin Raegan, sorella minore di Danny e vice procuratore distrettuale della contea di New York[6]

## Produzione

### Sviluppo
Il 4 giugno 2024, il co-CEO di Paramount Global Brian Robbins ha dichiarato in una presentazione agli azionisti che c'erano piani per un'"estensione del franchising" di Blue Bloods.
Lo spettacolo non era stato pianificato come uno spin-off di Blue Bloods, ma era stato originariamente proposto dagli scrittori Brandon Sonnier e Brandon Margolis come un dramma intitolato al quartiere di Boston Jamaica Plain incentrato su un poliziotto in trasferimento dalla LAPD a Boston. Nel febbraio 2025, la CBS ha confermato la serie per la stagione di trasmissione 2025-2026.
Il primo episodio sarà diretto e prodotto da Anthony Hemingway.

### Casting
Oltre a Wahlberg, la CBS ha anche annunciato il casting di Sonequa Martin-Green per il ruolo di Lena Silver nel maggio 2025. Nell'annuncio iniziale il nuovo personaggio si chiamava Lena Peters. Nel maggio 2025, Ernie Hudson è stato scelto come personaggio regolare per la serie. Hudson era apparso in precedenza in Blue Bloods interpretando un altro personaggio in un ruolo da guest star nel 2018 nell'ottava stagione. Nel giugno 2025, Maggie Lawson, Gloria Reuben e Marcus Scribner si unirono al cast in ruoli da protagonista. Nel luglio 2025, Mika Amonsen è stato scelto come personaggio regolare della serie come il figlio minore di Danny Reagan, Sean, un recasting del ruolo interpretato da Andrew Terraciano nello show originale. Nello stesso mese, Bridget Moynahan si è unita al cast per riprendere il suo ruolo di Erin come guest star speciale e dirigere anche un episodio.
Durante un'intervista, a una domanda sulla partecipazione ad un possibile spin-off, Tom Selleck ha risposto di essere "aperto ai suggerimenti perché adoro Frank Reagan", ma ha aggiunto che non vede il personaggio ritirarsi e andare in una piccola città.

## Distribuzione
Boston Blue sarà presentato in anteprima mondiale al MIPCOM di Cannes il 12 ottobre 2025. La serie debutterà negli Stati Uniti sulla CBS il 17 ottobre 2025; erediterà la fascia oraria del venerdì alle 22:00 ET in cui Blue Bloods è andato in onda per la maggior parte della sua messa in onda.

### Annotazioni
1. ↑  Il personaggio era chiamato Lena Peters nell'annuncio originale, e ci sono stati alcuni riferimenti contrastanti da parte della CBS, dell'attrice e delle fonti di notizie al nome del personaggio.

### Riferimenti
1. 1 2  (EN) Selome Hailu, ‘Blue Bloods’ Spinoff ‘Boston Blue’ Casts Sonequa Martin-Green, su Variety, 7 maggio 2025.
2. 1 2 3 4  (EN) Nellie Andreeva, Ernie Hudson Joins New CBS Series ‘Boston Blue’, su Deadline Hollywood, 16 maggio 2025.
3. 1 2  (EN) Selome Hailu, ‘Blue Bloods’ Spinoff ‘Boston Blue’ Casts ‘Black-ish’ Star Marcus Scribner (EXCLUSIVE), su Variety.
4. ↑  (EN) Ryan Coleman, Donnie Wahlberg to star in Blue Bloods spinoff Boston Blue at CBS, su Entertainment Weekly.
5. ↑  (EN) ‘Blue Bloods’ Spinoff ‘Boston Blue’ Casts Sonequa Martin-Green, su Variety.
6. 1 2   Emanuele Manta, Blue Bloods: Bridget Moynahan apparirà nello spin-off Boston Blue!, in Comingsoon, 21 luglio 2025.
7. ↑  (EN) Dave Nemetz, Blue Bloods Offshoot Hinted at by Paramount Exec, su TVLine, 4 giugno 2024.
8. ↑  (EN) Brandon Sonnier, su Writers Guild of America West.
9. ↑  (EN) Brandon Margolis, su Writers Guild of America West.
10. ↑  (EN) Nellie Andreeva, ‘Blue Bloods’ Universe Expands: CBS Orders ‘Boston Blue’ Drama Series Starring Donnie Wahlberg As Danny Reagan, in Deadline, 18 febbraio 2025.
11. ↑  (EN) Rosy Cordero, Anthony Hemingway To Direct & EP ‘Boston Blue’ Premiere Episode, su Deadline Hollywood, 15 maggio 2025.
12. ↑  (EN) Nellie Andreeva, ‘Boston Blue’: Maggie Lawson Joins ‘Blue Bloods’ Offshoot For CBS, su Deadline Hollywood, 2 giugno 2025.
13. ↑  (EN) Nellie Andreeva, ‘Boston Blue’: Gloria Reuben Joins ‘Blue Bloods’ Offshoot For CBS, su Deadline Hollywood, 10 giugno 2025.
14. ↑  (EN) Paulette Cohn, Tom Selleck Says He's Ready to Saddle Up for a Taylor Sheridan Role (Exclusive), su Parade, 6 dicembre 2024.
15. ↑  (EN) Stewart Clarke, Donnie Wahlberg & Sonequa Martin-Green To Unveil ‘Boston Blue’ At MIPCOM Cannes World Premiere, in Deadline, 6 agosto 2025.
16. ↑  (EN) Nellie Andreeva, CBS 2025-26 Schedule: ‘FBI’ Block On Monday, ‘NCIS’ Tuesday, Donnie Wahlberg Back In ‘Blue Bloods’ Slot As Part Of Bruckheimer Friday, su Deadline Hollywood, 7 maggio 2025.
17. ↑  (EN) Denise Petski, CBS Fall Premiere Dates: ‘Watson’, ‘FBI’, ‘Ghosts’ All ‘NCIS’ Tuesday, ‘Matlock’, ‘Boston Blue’, More, in Deadline, 11 luglio 2025.